# Eduard Anatoljewitsch Subotsch
Eduard Anatoljewitsch Subotsch (russisch Эдуард Анатольевич Субоч; * 11. Mai 1969 in Tschernogorsk) ist ein ehemaliger sowjetischer Skispringer und heutiger Skisprungtrainer und Skisprungfunktionär.

## Werdegang
Mit seinem ersten internationalen Start für die Sowjetunion bei der Vierschanzentournee 1987/88 gab er am 30. Dezember 1987 sein Debüt im Skisprung-Weltcup. Jedoch gelang ihm weder beim Auftaktspringen auf der Schattenbergschanze in Oberstdorf noch bei den weiteren Springen das Erreichen der Punkteränge. Sein bestes Ergebnis bei der Tournee, die er mit 501,2 Punkten auf Rang 45 beendete, war der 36. Platz in Bischofshofen.
Bei den folgenden Olympischen Winterspielen 1988 in Calgary sprang Subotsch von der Normalschanze mit Sprüngen auf 76 und 78 Metern den 38. Platz. Mit der Auflösung der Sowjetunion begann für Subotsch auch die sportliche Neuausrichtung. So zog er 1992 nach Cary in die Vereinigten Staaten. In der Folge gewann er dort fünf Mal in Folge das Norge Ski Jumping Event in Fox River Grove. Jedoch gelang es Subotsch nicht, erneut international Fuß zu fassen, weshalb er wenig später seine aktive Skisprungkarriere beendete.
Nach dem Ende seiner aktiven Karriere begann Subotsch mit der Arbeit als Trainer sowie als Juror bei nationalen und internationalen Springen. So trainierte er zeitweise auch das russische Nationalteam. Als Juror betreute er diverse Springen im Continental Cup oder beim Skisprung-Grand-Prix, darunter in Almaty und in Nischni Tagil 2013.
Zudem war er als Sprungrichter für die Skiflug-Weltmeisterschaft 2014 in Harrachov eingesetzt.

## Erfolge

### Vierschanzentournee-Platzierungen
| Saison  | Platz | Punkte |
| ------- | ----- | ------ |
| 1987/88 | 45.   | 501,2  |